# 奈良﨑寛
奈良﨑 寛（ならざき ひろし、1981年6月1日 - ）は、日本の元プロサッカー選手。ポジションはフォワード。現在は、福岡大学サッカー部コンディショニングコーチを務めている。

## 来歴
2005年は、右サイドバックにコンバートされ、持ち前の俊足を活かした積極的な攻撃参加により活躍し、一時はスタメンの座を獲得した。しかし慣れない守備のためたびたび相手攻撃を許して失点に繋がることが多くなり、シーズン終盤には出場機会が大幅に減った。
2006年は、本来の攻撃的な位置で起用されたが、結果が残せず、オフに戦力外となった。
引退後は、サガン鳥栖の運営会社サガン・ドリームスの社員となり営業やサッカースクールのコーチとして活動した。
2012年度は育成部U-15唐津のコーチ、
2013年度は強化部として福岡大学サッカー部派遣コーチとして、サガン鳥栖トップチームと福岡大学との連携・パイプ役を務めた。
2014年1月で10年間勤めた株式会社サガン・ドリームスを退社した。2014年2月より筑紫郡那珂川町（現在は那珂川市）にある少年サッカークラブ「フレスト・コーチ・アカデミー」の代表に就任した。
2017年4月より、福岡大学サッカー部コンディショニングコーチを務めている。

## 所属クラブ
- 住吉JFC
- 福岡市立住吉中学校
- 東福岡高校
- 福岡大学
- 2004年-2006年 サガン鳥栖
- 2009年-2011年 三宅クラブ（福岡県1部）
- 2012年- 住吉クラブ（福岡県2部）
- 2020年- ゴラッソO-35（福岡県1部）、カメリアO-40（福岡県3部）

## 個人成績
| 国内大会個人成績 | 国内大会個人成績 | 国内大会個人成績 | 国内大会個人成績 | 国内大会個人成績 | 国内大会個人成績 | 国内大会個人成績 | 国内大会個人成績 | 国内大会個人成績 | 国内大会個人成績 | 国内大会個人成績 | 国内大会個人成績 |
| 年度             | クラブ           | 背番号           | リーグ           | リーグ戦         | リーグ戦         | リーグ杯         | リーグ杯         | オープン杯       | オープン杯       | 期間通算         | 期間通算         |
| 年度             | クラブ           | 背番号           | リーグ           | 出場             | 得点             | 出場             | 得点             | 出場             | 得点             | 出場             | 得点             |
| 日本             | 日本             | 日本             | 日本             | リーグ戦         | リーグ戦         | リーグ杯         | リーグ杯         | 天皇杯           | 天皇杯           | 期間通算         | 期間通算         |
| ---------------- | ---------------- | ---------------- | ---------------- | ---------------- | ---------------- | ---------------- | ---------------- | ---------------- | ---------------- | ---------------- | ---------------- |
| 2004             | 鳥栖             | 30               | J2               | 6                | 0                | -                | -                | 0                | 0                | 6                | 0                |
| 2005             | 鳥栖             | 30               | J2               | 28               | 1                | -                | -                | 0                | 0                | 28               | 1                |
| 2006             | 鳥栖             | 19               | J2               | 8                | 0                | -                | -                | 0                | 0                | 8                | 0                |
| 通算             | 日本             | 日本             | J2               | 42               | 1                | -                | -                | 0                | 0                | 42               | 1                |
| 総通算           | 総通算           | 総通算           | 総通算           | 42               | 1                | -                | -                | 0                | 0                | 42               | 1                |

## 指導歴
- 2007年-2011年11月 サガントス・サッカースクールコーチ
- 2011年12月-2012年12月 サガン鳥栖U-15唐津コーチ
- 2013年1月-2013年12月 福岡大学派遣コーチ
- 2014年1月-2017年3月 フレスト・コーチ・アカデミー代表
- 2017年4月- 福岡大学サッカー部コンディショニングコーチ